# MTV Europe Music Awards 2019
MTV EMAs 2019 — церемонія нагородження MTV Europe Music Awards, що відбулася на FIBES Conference and Exhibition Centre у Севільї, Іспанія, 3 листопада 2019 року. Ведучою церемонії стала Беккі Джі. Ця церемонія відбулася вчетверте в Іспанії та проходила другий рік поспіль у країні.
Аріана Ґранде була номінована на сім нагород, а Біллі Айліш, Lil Nas X та Шон Мендес здобули по шість номінацій. Гурт BTS здобув три нагороди, ставши найбільшим переможцем шоу.
Спільно з MTV Europe Music Awards було організовано захід під назвою MTV Music Week, який проходив з 31 жовтня по 2 листопада в різних містах по всьому місту. Його головний концерт відбувся на Площі Іспанії 2 листопада з гедлайнером Green Day.

## Виступи
| Артист(и)              | Пісня                                                     |
| Розігрів               | Розігрів                                                  |
| ---------------------- | --------------------------------------------------------- |
| Паблло Віттар          | «Flash Pose»                                              |
| Софія Реєс Чжей Кортес | «A Tu Manera (Corbata)»                                   |
| Головне шоу            |                                                           |
| Дуа Ліпа               | «Don't Start Now»                                         |
| Mabel                  | «Don't Call Me Up»                                        |
| Найл Хоран             | «Nice to Meet Ya»                                         |
| Akon Беккі Джі         | «Como No»                                                 |
| Green Day              | «Father of All...» «Basket Case» (знято на Площі Іспанії) |
| Halsey                 | «Graveyard»                                               |
| Ейва Макс              | «Torn» «Sweet but Psycho»                                 |
| Розалія                | «Pienso en tu mirá» «Di mi nombre»                        |
| NCT 127                | «Highway to Heaven»                                       |
| Беккі Джі              | «24/7» «Sin Pijama» «Mayores»                             |
| Ліам Галлахер          | «Once» «Wonderwall»                                       |

## Учасники шоу
- Террі Крюс — диктор
- Ніколь Шерзінгер — оголошення номінації «Найкращий поп-виконавець»
- Афроджек та Джорджина Родрігес — оголошення номінації «Найкраща співпраця»
- Даутцен Крус та Пас Вега — оголошення номінації «Найкращий хіп-хоп виконавець»
- Джоан Смоллс та Свей Калловай[en] — оголошення номінації «Найкращий рок-виконавець»
- Halsey — оголошення номінації «Rock Icon»
- Авраам Матео та Софія Реєс — оголошення номінації «Найкращий новий виконавець»
- Джонні Орландо[en] та Леомі Андерсон — оголошення номінації «Найкраще відео»
- Нікі Мінаж — бере участь у врученні нагороди «Найкращий хіп-хоп виконавець»
- Біллі Айліш — бере участь у врученні нагород «Найкраща пісня» та «Найкращий новий виконавець»
- Шон Мендес — бере участь у врученні нагороди «Найкращий виконавець»
- Мартін Ґаррікс — бере участь у врученні нагороди «Найкращий електронний проєкт»
- FKA Twigs — бере участь у врученні нагороди «Найкращий альтернативний виконавець»
- Тейлор Свіфт — бере участь у врученні нагороди «Найкраще відео»

## Переможці та номінанти
Номінантів було оголошено 1 жовтня 2019 року. Переможців виділено Жирним і було анонсовано у листопаді.

### Найкраща пісня
- Біллі Айліш — «bad guy»
  - Аріана Ґранде — «7 Rings»
  - Lil Nas X (за участю Біллі Рей Сайруса) — «Old Town Road (Remix)»
  - Post Malone та Сва Лі — «Sunflower[en]»
  - Шон Мендес та Каміла Кабельйо — «Señorita»

### Найкраще відео
- Тейлор Свіфт (за участю Брендона Урі of Panic! at the Disco) — «ME![en]»
  - Аріана Ґранде — «Thank U, Next»
  - Біллі Айліш — «bad guy»
  - Lil Nas X (за участю Біллі Рей Сайруса) — «Old Town Road (Remix)»
  - Розалії та J Balvin (за участю Ель Гінчо[en]) — «Con altura[en]»

### Найкращий виконавець
- Шон Мендес
  - Аріана Ґранде
  - J Balvin
  - Майлі Сайрус
  - Тейлор Свіфт

### Найкращий новий виконавець
- Біллі Айліш
  - Ейва Макс
  - Льюїс Капалді
  - Lil Nas X
  - Ліззо
  - Mabel

### Найкраща співпраця
- Розалія та J Balvin за участю Ель Гінчо[en] — «Con altura[en]»
  - BTS та Halsey — «Boy with Luv»
  - Lil Nas X за участю Біллі Рей Сайруса — «Old Town Road (Remix)»
  - Марк Ронсон за участю Майлі Сайрус — «Nothing Breaks Like a Heart»
  - Шон Мендес та Каміла Кабельйо — «Señorita»
  - The Chainsmokers та Бібі Рекса — «Call You Mine»

### Найкращий гурт
- BTS
  - BLACKPINK
  - Little Mix
  - CNCO[en]
  - Monsta X
  - 5 Seconds of Summer
  - Jonas Brothers
  - The 1975

### Найкращий поп-виконавець
- Halsey
  - Аріана Ґранде
  - Беккі Джі
  - Каміла Кабельйо
  - Jonas Brothers
  - Шон Мендес

### Найкращий хіп-хоп виконавець
- Нікі Мінаж
  - 21 Savage
  - Cardi B
  - J. Cole
  - Тревіс Скотт

### Найкращий рок-виконавець
- Green Day
  - Imagine Dragons
  - Ліам Галлахер
  - Panic! at the Disco
  - The 1975

### Найкращий альтернативний виконавець
- FKA Twigs
  - Лана Дель Рей
  - Соланж
  - twenty one pilots
  - Vampire Weekend

### Найкращий електронний проєкт
- Мартін Ґаррікс
  - Кельвін Гарріс
  - DJ Snake
  - Marshmello
  - The Chainsmokers

### Найкращий концертний виконавець
- BTS
  - Аріана Ґранде
  - Ед Ширан
  - P!nk
  - Тревіс Скотт

### Найкращий Push-виконавець
- Ейва Макс
  - Біллі Айліш
  - CNCO[en]
  - H.E.R.
  - Жад Берд[en]
  - Juice Wrld
  - Кіана Леде[en]
  - Lauv[en]
  - Льюїс Капалді
  - Ліззо
  - Mabel
  - Розалія

### Найкращий виконавець проєкту "Worldstage"[en]
- Muse (Більбао, Іспанія)
  - Бібі Рекса (Isle of MTV Malta 2019[en])
  - Гейлі Стайнфельд (Isle of MTV Malta 2019[en])
  - The 1975 (Lollapalooza Paris 2019)
  - twenty one pilots (Lollapalooza Paris 2019)

### Найкращий образ
- Halsey
  - J Balvin
  - Lil Nas X
  - Ліззо
  - Розалія

### Найкращі фанати
- BTS
  - Аріана Ґранде
  - Біллі Айліш
  - Шон Мендес
  - Тейлор Свіфт

### Rock Icon
Ліам Галлахер

### "Generation Change"[en][10]
- Alfredo «Danger» Martinez
- Shiden Tekle
- Lisa Ranran Hu
- Kelvin Doe
- Jamie Margolin

## Регіональні номінації
Переможців виділено Жирним

### Європа

#### Найкращий британський-ірландський виконавець[en]
- Little Mix
  - Льюїс Капалді
  - Дейв[en]
  - Mabel
  - Ед Ширан

#### Найкращий данський виконавець[en]
- Ніклас Сахль
  - Крістофер[en]
  - Джиллі[en]
  - Lukas Graham
  - MO

#### Найкращий фінський виконавець[en]
- JVG[en]
  - Алма (фінська співачка)
  - Бенджамін[en]
  - Gettomasa[en]
  - Робін Паклен[en]

#### Найкращий норвезький виконавець[en]
- Зіґрід[en]
  - Алан Вокер
  - Astrid S[en]
  - Kygo
  - Рубен[en]

#### Найкращий шведський виконавець[en]
- Avicii
  - Jireel[en]
  - Зара Ларссон
  - Моллі Санден[en]
  - Робін

#### Найкращий німецький виконавець[en]
- Juju[en]
  - AnnenMayKantereit
  - Luciano[en]
  - Marteria[en] та Casper
  - Rammstein

#### Найкращий голландський виконавець[en]
- Snelle
  - Josylvio[en]
  - Маан[en]
  - Нільсон[en]
  - Yung Felix

#### Найкращий бельгійський виконавець[en]
- MATTN
  - blackwave.[en]
  - IBE
  - Таміно
  - Zwangere Guy

#### Найкращий швейцарський виконавець[en]
- Лоредана Зефі[de]
  - Штефані Хайнцманн
  - Іліра
  - Monet192
  - Faber

#### Найкращий французький виконавець[en]
- Кенджи Жирак[en]
  - Ая Накамура
  - Dadju[en]
  - DJ Snake
  - Сопрано

#### Найкращий італійський виконавець[en]
- Махмуд
  - Coez[en]
  - Елеттра Ламборгіні
  - Елоді[en]
  - Salmo[en]

#### Найкращий іспанський виконавець[en]
- Лола Індіго[en]
  - Amaral[en]
  - Анні Б Світ[en]
  - Beret
  - Carolina Durante

#### Найкращий португальський виконавець[en]
- Фернандо Даніель[en]
  - Девід Каррейра[en]
  - Plutónio[en]
  - ProfJam[en]
  - TAY[en]

#### Найкращий польський виконавець[en]
- Роксана Венгель
  - Bass Astral x Igo
  - Дарія Зав'ялов
  - Давид Подсядло
  - Sarsa[en]

#### Найкращий російський виконавець
- MARUV
  - Face
  - Little Big
  - Noize MC
  - Zivert

#### Найкращий угорський виконавець[en]
- Віктор Кірай[en]
  - Hosok[hu]
  - Jumodaddy
  - Андраш Каллаї-Сондерс
  - Mork

### Африка

#### Найкращий африканський виконавець[en]
- Burna Boy[en] (Нігерія)
  - Harmonize[en] (Танзанія)
  - Nasty C[en] (Південна Африка)
  - Prince Kaybee (South Africa)
  - Teni[en] (Нігерія)
  - Toofan (Тоґо)

### Азія

#### Найкращий індійський виконавець[en]
- Емівей Бантай
  - Komorebi
  - Parikrama[en]
  - Пратеек Кухад[en]
  - Раджа Кумарі[en]

#### Найкращий японський виконавець[en]
- King Gnu
  - Nulbarich[ja]
  - Chai[en]
  - Tempalay[en]
  - Chanmina[ja]

#### Найкращий корейський виконавець[en]
- Ateez
  - AB6IX
  - CIX
  - Itzy
  - Iz*One

#### Найкращий виконавець Південно-Східної Азії[en]
- Джасмін Сокко[en] (Сінгапур)
  - Джаннін Вейгель[en] (Таїланд)
  - Мойра Дела Торре[en] (Філіппіни)
  - Rich Brian (Індонезія)
  - Suboi[en] (В'єтнам)
  - Юна[en] (Малайзія)

#### Найкращий виконавець континентального Китаю та Гонконгу
- Чжоу Шень[en] (Китай)
  - Click#15 (Китай)
  - Фіона Сіт[en] (Гонконг)
  - Сін[en] (Тайвань)
  - Тіммі Сюй[en] (Китай)
  - Фен Тімо[en] (Китай)

### Австралія та Нова Зеландія

#### Найкращий австралійський виконавець[en]
- Ruel
  - Дін Льюїс[en]
  - Mallrat[en]
  - Sampa the Great[en]
  - Tones and I

#### Найкращий новозеландський виконавець[en]
- JessB
  - Benee
  - Broods
  - Drax Project[en]
  - Kings[en]

### Америки

#### Найкращий бразильський виконавець[en]
- Паблло Віттар
  - Anitta
  - Emicida[en]
  - Кевін О Кріс
  - Людмила[en]

#### Найкращий виконавець північної частини Латинської Америки[en]
- Мон Лаферте[en]
  - Ед Маверик[en]
  - Jesse & Joy[en]
  - Reik
  - Хімена Саріньяна[en]

#### Найкращий виконавець центральної частини Латинської Америки[en]
- Себастьян Ятра[en]
  - J Balvin
  - Малума
  - Mau y Ricky[en]
  - Piso 21[en]

#### Найкращий виконавець південної частини Латинської Америки[en]
- J Mena[en]
  - Cazzu[en]
  - Лалі
  - Пауло Лондра
  - Tini

#### Найкращий карибський виконавець
- Anuel AA[en]
  - Bad Bunny
  - Дедді Янкі
  - Ozuna[en]
  - Педро Капо[en]

#### Найкращий канадський виконавець
- Джонні Орландо[en]
  - Шон Мендес
  - Авріл Лавін
  - Карлі Рей Джепсен
  - Алессія Кара

#### Найкращий виконавець Сполучених Штатів[en]
- Тейлор Свіфт
  - Біллі Айліш
  - Lil Nas X
  - Аріана Ґранде
  - Ліззо

## Найбільші переможці та номінанти

### Найбільші переможці
| Артист(и)    | Перемог |
| ------------ | ------- |
| BTS          | 3       |
| Тейлор Свіфт | 2       |
| Біллі Айліш  | 2       |
| Halsey       | 2       |

### Найбільші номінанти
| Артист(и)     | Номінацій |
| ------------- | --------- |
| Аріана Ґранде | 7         |
| Біллі Айліш   | 6         |
| Lil Nas X     | 6         |
| Шон Мендес    | 6         |